# Nigidius krausei
Nigidius krausei es una especie de coleóptero de la familia Lucanidae.

## Distribución geográfica
Habita en Negros y Panay en las  (Filipinas).